# 云峰水库
云峰水库位于中国吉林省集安市、临江市与朝鮮慈江道交界处，坝址位于集安和朝鲜慈江道滿浦市交界的鸭绿江干流上。是以发电为主，兼有防洪等功能的大（一）型水库。
云峰水电站是鸭绿江已建梯级水电站的第一级，为中朝两国共有，由中方负责运行管理。其下游建有渭原水电站、水丰水电站、太平湾水电站等水电站。
1970年代至2008年，由于该发电厂并没有连入中国铁路网导致物资运输不便，中国运往云峯发电厂的货物需先由集安国境站出境，至朝鲜满浦站后经朝鲜铁路运到慈江三江站（后改为云峯站），再重新入境送到云峯电厂专用线，过境朝鲜铁路里程51.5公里。
云峰水库按千年一遇洪水设计、万年一遇洪水校核,相应的设计洪水位及校核洪水位分别为319.26m、320.50m，防洪限制水位同水库正常蓄水位均为318.75m，相应库容37.08亿m3。死水位281.75m,相应库容10.46亿m3。云峰水库无防洪库容，不承担下游防洪任务。 